# Roger Vignoles
Roger Vignoles (* 12. Juli 1945 in Cheltenham) ist ein englischer Pianist, Liedbegleiter und Musikpädagoge.

## Leben
Der Pianist Vignoles wurde durch das Spiel von Gerald Moore dazu angeregt, sich auf Liedbegleitung zu spezialisieren. Er studierte am Magdalene College der Universität Cambridge und war als Korrepetitor am Royal Opera House Covent Garden tätig. Seine Studien vervollständigte er bei dem aus Wien nach England emigrierten Pianisten und Musikpädagogen Paul Hamburger.
Er hat zahlreiche international bekannte Sängerinnen und Sänger, wie etwa Kiri Te Kanawa, Thomas Allen, Brigitte Fassbaender, Thomas Hampson oder Kate Royal am Klavier begleitet. Seine Tätigkeit führte ihn unter anderem in die Wigmore Hall, ins Wiener Konzerthaus und den Wiener Musikverein, das Concertgebouw Amsterdam, die Carnegie Hall New York, die Mailänder Scala oder an die Oper Frankfurt.
Als Musikpädagoge leitete er Meisterkurse in Amsterdam, Baltimore, Boston, Brüssel, Kopenhagen, London, Los Angeles, Montreal, New York, Stockholm, Toronto und Valencia, lehrte regelmäßig an den Universitäten von Indiana und Bloomington und ist Professor für Liedbegleitung am Royal College of Music in London.
Die umfangreiche Diskografie umfasst Werke bedeutender Komponisten gesungen von ebenso bedeutenden zeitgenössischen Interpreten.

## Diskografie (Auszug)
- Gesamtaufnahme der Lieder von Richard Strauss mit Anne Schwanewilms, Christopher Maltman u. v. a. für Hyperion Records
- Schwanengesang von Franz Schubert mit Robert Holl
- Balladen mit Florian Boesch
- CD mit Liedern von Strauss und Hugo Wolf mit Angelika Kirchschlager.
- Violinsonaten von Brahms mit György Pauk

## Mitgliedschaften und Funktionen
- Ehrenmitglied des Magdalene College
- Vizepräsident des Jackdaws Music Education Trust